# 本田匠
本田 匠（ほんだ たくみ、1991年7月25日 - ）は、日本の元陸上競技選手。専門は長距離走。熊本県山都町出身。九州学院高校、日本体育大学卒業後、旭化成陸上部に所属した。

## 略歴・人物
- 高校は地元熊本県の駅伝の名門･九州学院高校に通い、全国高校駅伝や都道府県対抗男子駅伝などで活躍した。3年時には世界ジュニアクロスカントリーに日本代表として出場している。好きな言葉は「我が道を行く」。[1]
- 高校卒業後は日本体育大学に進学。同学年の服部翔大(現Honda所属)･矢野圭吾(現日清食品グループ所属)たちと活躍。
- 2013年、大学3年生として迎えた第89回東京箱根間往復大学駅伝競走ではエース区間2区を担当。7位でタスキを受け取ると、強風が吹き荒れる悪いコンディションの中で駒澤大学の窪田忍らと集団を形成して終盤までレースを進める。22キロ地点で、後方から順位を上げてきた山梨学院大学の留学生･エノック・オムワンバが本田たちの集団をごぼう抜きするも、本田は1人オムワンバに食らいつき、最後にオムワンバを抜き返し3位で中継した(区間4位-日本人2位)。日体大はその後も先頭射程圏内でレースを進め、5区を走った主将の服部翔大がついに先頭に立つとそのままゴールし、往路優勝を果たした。復路でも本田や服部の同級生である矢野圭吾らが活躍し、日体大は30年ぶり10度目の総合優勝を果たした。本田はその後も好調を維持し、同年春の関東インカレでは1部ハーフマラソンで優勝した。[2]
- 大学卒業後、2014年〜2019年までの間、地元九州の名門チーム･旭化成陸上部に所属した。

## 自己ベスト
- 5000m 公認:13分50秒80
- 10000m 公認：28分45秒98
- ハーフマラソン公認：1時間02分37秒
- マラソン公認：2時間12分18秒[3]

## 関連人物
- 服部翔大
- 矢野圭吾
- 鈴木悠介 (陸上選手)